# (5263) Arrius
(5263) Arrius es un asteroide perteneciente al cinturón de asteroides, descubierto el 13 de abril de 1991 por Duncan I. Steel desde el Observatorio de Siding Spring, Nueva Gales del Sur, Australia.

## Designación y nombre
Designado provisionalmente como 1991 GY9. Fue nombrado Arrius en honor a Harrison Callum Bertram Steel, hijo primogénito del descubridor, que nació el 16 de diciembre de 1992, comparte la fecha de su nacimiento con personas famosas como fueron Christopher P. McKay (científico espacial del Centro de Investigación NASA-Ames y amigo del descubridor), Arthur C. Clarke y Ludwig van Beethoven. Sus primeras iniciales proporcionan el comienzo del segundo nombre de Harrison. El nombre 'Arrius' está inspirado en la forma latina de 'Harry', y en particular en el poema 'Harrius' del poeta romano Catulo.

## Características orbitales
Arrius está situado a una distancia media del Sol de 3,197 ua, pudiendo alejarse hasta 3,247 ua y acercarse hasta 3,148 ua. Su excentricidad es 0,015 y la inclinación orbital 14,78 grados. Emplea 2088,62 días en completar una órbita alrededor del Sol.
Los próximos acercamientos a la órbita de Júpiter se producirán el 13 de julio de 2143, el 29 de julio de 2154 y el 18 de agosto de 2165, entre otros.

## Características físicas
La magnitud absoluta de Arrius es 11,6. Tiene 26 km de diámetro y su albedo se estima en 0,062.